# دوریس ماتسوی
دوریس ماتسوی (به انگلیسی: Doris Matsui) نمایندهٔ حوزه انتخابیه ششم کالیفرنیا از حزب دموکرات ایالات متحده آمریکا در مجلس نمایندگان ایالات متحده آمریکا است که برای نخستین‌بار در ۸ مارس ۲۰۰۵ میلادی به‌عضویت این مجلس درآمد.